# Acácio de Almeida
Acácio de Almeida (São João da Pesqueira, districte de Viseu, 29 de juny de 1938) és un director de fotografia portuguès. La seva obra està estretament relacionada amb la d'un bon nombre de directors portuguesos del Novo Cinema.

## Biografia
Després d'assistir a l'escola secundària a Viseu, es va traslladar a Lisboa l'any 1959. Va començar a sonoritzar pel·lícules amateurs en pel·lícules de 9,5 mm, i finalment es va matricular al Curso de Cinema del Centro Universitário de Lisboa. Va començar com a director de fotografia amb el llargmetratge d'António da Cunha Telles, O Cerco (1970).
Becari el 1977 de la Fundació Calouste Gulbenkian a París, on va fer pràctiques amb Néstor Almendros.
Acácio de Almeida és el fundador del Centro Português de Cinema, l'any 1970 i de la cooperativa Grupo Zero, poc després del 25 d'abril de 1974. També va fundar la productora Inforfilmes l'any 1987.
La seva col·laboració amb directors internacionals, com Raúl Ruiz Pino i altres, amb els quals ha treballat habitualment, li atorga un reconeixement internacional. El seu treball és la fotografia de A la ciutat blanca (1983) del director suís Alain Tanner.
Com a director de fotografia, té més d'un centenar de títols portuguesos al seu currículum, de directors com João César Monteiro, Ricardo Costa, Jorge Silva Melo, António da Cunha Telles, Paulo Rocha, Seixas Santos, João Botelho o Manoel de Oliveira.
Acácio de Almeida va rebre elPrémio da Imprensa (1972), o Prémio Bordalo, atorgat per la Casa da Imprensa el 1973, en la categoria "Cinema", com a "Prémio de Fotografia", pel seu treball a la pel·lícula O Passado e o Presente (que va rebre el "Prémio de Longa Metragem") de Manoel de Oliveira. En l'ocasió, també es va distingir el dissenyador de so Alexandre Gonçalves i els curtmetratgess A Chafarica e Sophia.

## Filmografia
- O Passado e o Presente (1972)
- Brandos Costumes (1974)
- Trás-os-Montes (1976)
- Veredas (1978)
- Silvestre (1981)
- A Ilha dos Amores (1982)
- Ana (1982)
- La Ville des pirates (1983)
- A la ciutat blanca (1983)
- Manoel dans l'île des merveilles (1984)
- Régime sans pain (1985)
- Treasure Island (1985)
- Mammame (1986)
- Um Adeus Português (1986)
- Una flama al meu cor (1987)
- La maschera (1988)
- O Sangue (1989)
- Etoile (1989)
- Un asunto privado (1996)
- Os Mutantes (1998)
- Combat d'amour en songe (2000)
- Rasganço (2001)
- Aparelho Voador a Baixa Altitude (2002)
- Ce jour-là (2003)
- Second Life (2009)
- Paixão (2012)
- Se Eu Fosse Ladrão, Roubava (2013)
- Colo (2017)
- O caderno negro (2018)